# Villa rustica (Oberbernbach)
Die Villa rustica auf der Gemarkung von Oberbernbach, einem Stadtteil von Aichach im schwäbischen Landkreis Aichach-Friedberg in Bayern, wurde bei einer Luftbildaufnahme entdeckt. Die Villa rustica der römischen Kaiserzeit liegt circa 1,6 Kilometer nordwestlich der Kirche St. Johannes Baptist und ist ein geschütztes Bodendenkmal.
Bei Begehungen konnten im Acker mehrere römische Ziegel, darunter auch Dachziegel, gefunden werden.   